# Delta (DVD)
Delta este primul DVD al cântăreței Delta Goodrem. Acesta a doborât toate recordurile de vânzări în Australia, primind 12 discuri de platină.

## Listă

### Live
1. Live @ Channel - HQ
  1. Will You Fall For Me
  2. Not Me, Not I
  3. Born to Try
  4. Throw It Away
  5. Predictable
  6. Lost Without You
  7. Innocent Eyes
  8. Butterfly
2. London Showcase (ianuarie 2003)
3. Channel 7 Bali Appeal 
  1. Born to Try
4. Channel [V] Autobuzul Muzical - Luna Park Melbourne 
  1. Not Me, Not I
5. Celebrate - Crăciunul în capitală
  1. Born to Try

### Videoclipuri
1. Born to Try
2. Lost Without You
3. Innocent Eyes
4. Not Me, Not I
5. A Year Ago Today [Variantă Originală]
6. I Don't Care

### În Spatele Scenei
1. Born to Try
2. Lost Without You
3. Innocent Eyes
4. Not Me, Not I
5. Londra (ianuarie 2003)
6. Europa (mai 2003)
7. Live @ Channel - HQ
8. Fotografii

### Creșterea
1. Interpretarea
2. Sport

### Extra
1. EPK
2. Lucruri scoase
3. Galerie Foto